# ロザリー・ギカンダ
ロザリー・ギカンダ（フランス語: Rosalie Gicanda、1928年 - 1994年4月20日）は、ルワンダ王（ムワミ (Mwwami) ）ムタラ3世の妻。ムタラ3世の謎の死後、ルワンダ王政は廃止されたが、ギカンダは母や女官たちと共にブタレに留まった。
1994年4月20日、ブタレでイデルフォンス・ニゼイマナ大尉の命を受けたピエール・ビジマナ少尉の部隊により、ギガンダらは宮殿からルワンダ国立博物館敷地内に連行され射殺された。ギガンダの妹一人のみが生存。2日後、女王の母も殺害された。ブタレ市長カニャバシは、神父の要請によりギガンダの遺体を回収し、彼女の住居隣に埋葬。約80歳であった。
ギカンダはルワンダのツチの生ける象徴となっており、彼女の殺害に多くの者が衝撃を受けた。これがブタレ地域での虐殺の始まりとなった。
ルワンダ虐殺後の1998年7月27日、ルワンダ軍事法廷は殺害実行を指揮したピエール・ビジマナ少佐に死刑判決、アロイス・マジンパカ上等兵に終身刑を下した。

## 脚註
1. ↑  Queen Rosalie Gicanda Grave Editorial Photo - Image: 20274161, Dreamstime, Retrieved 21 October 2016
2. ↑   Chambre Specialisée du Conseil de Guerre de Butare, case no. LMD 187, LP 0001-PS 97